# Reggie Watts
Reginald Lucien Frank Roger Watts (Stuttgart, 23 maart 1972), beter bekend als Reggie Watts, is een Amerikaans musicus en komiek.

## Biografie
Reggie Watts is een kind van een Franse moeder, Christiane, en een Amerikaanse vader. Hij is een achterneef van auteur Alice Walker. Zijn vader diende in de Amerikaanse luchtmacht en was in Duitsland gestationeerd toen Reggie werd geboren. Daarna verhuisde het gezin eerst naar Spanje en toen naar Great Falls in Montana, waar hij de meeste jaren van zijn jeugd doorbracht. Hij leerde als kind vloeiend Frans spreken, omdat zijn moeder de Engelse taal niet machtig was.
Op achttienjarige leeftijd verhuisde Watts naar Seattle om te studeren aan het Cornish College of the Arts. Hij studeerde aanvankelijk muziek, maar al gauw switchte hij naar jazz. Hij speelde daarnaast in tal van lokale bandjes en in 1996 richtte hij de groep Maktub op. In 2002 begon Watts tevens met optreden als soloartiest. Hij heeft in voorprogramma's gestaan van Regina Spektor, Dave Matthews Band, LCD Soundsystem, The Rolling Stones en Black Eyed Peas.
In 2005 verhuisde hij naar New York, waar hij in comedyclubs optrad. Een video van hem voor CollegeHumor, getiteld What About Blowjobs?, werd een hit op het internet. Sinds 2006 treedt Watts op in films en televisieprogramma's. Zo was hij te gast in Late Night with Conan O'Brien en werkte hij mee aan de documentaire The Yes Men Fix The World. In 2010 opende hij voor Conan O'Brien op zijn The Legally Prohibited from Being Funny on Television Tour.

## Discografie
solo
- Simplified (2004)
- Pot Cookies (2008, ep)
- Why Shit So Crazy? (2010)
- Live at Third Man (2011)
- A Live at Central Park (2012)

met Maktub
- Subtle Ways (1999)
- Khronos (2003)
- Say What You Mean (2005)
- Start It Over (2007)
- Five (2009)